# (33584) Austinkatzer
1999 JY37 (asteroide 33584) é um asteroide da cintura principal. Possui uma excentricidade de 0.08456420 e uma inclinação de 5.57637º.
Este asteroide foi descoberto no dia 10 de maio de 1999 por LINEAR em Socorro.